# Альтона
Альтона (нем. Altona) — один из 7 районов города Гамбурга в Германии. Расположен на правом берегу реки Эльба. Население — около 248 тыс. жителей
В 1640 году Альтона была занята датчанами, их владычество продолжалось более двухсот лет. Король Фредерик III даровал ей статус города, таможенные привилегии, свободу поселения и вероисповедания. В 1938 году Альтона, как и ещё несколько близлежащих городов, стала частью Гамбурга. Историческая часть города была разрушена бомбардировками 1943 года и с тех пор не восстанавливалась.

## История
Альтона была основана в 1535 году как рыбацкая деревня в графстве Гольштейн-Пиннеберг. Во время Тридцатилетней войны попала под власть датской короны. В 1664 году король Фредерик III даровал Альтоне городские права. До 1864 года Альтона была одним из важнейших портовых городов датской короны, самым южным её владением на континенте и самым большим по населению городом Шлезвиг-Гольштейна. Развивалась как конкурент ганзейского Гамбурга в заморской торговле.
В 1713 году, в разгар Северной войны, шведский фельдмаршал Стенбок овладел Альтоной и велел планомерно выжечь её. После отхода шведов бо́льшая часть зданий осталась в руинах. Датскому министру Ревентлову пришлось разработать новый план города, по которому Альтона стала застраиваться заново. Город стал очагом датского Просвещения; именно здесь первым в Дании прививал пациентов (от оспы) доктор Струэнзе — сын пастора церкви Троицы, сохранившейся до настоящего времени.
В продолжение XVIII века население Альтоны увеличилось вдвое, достигнув 24 тыс. жителей. Золотой век Альтоны, ставшей вторым по величине городом датской короны, продолжался до объявления континентальной блокады в 1807 году. Восстановление после блокады заняло не одно десятилетие. В 1821 г. профессор Г. Х. Шумахер добился от короля позволения организовать в городе астрономическую обсерваторию; точность её наблюдений славилась по всей Европе. В 1844 г. Альтону связала с Килем первая в Дании железная дорога.
По итогам войны за Шлезвиг Альтона отошла к Германской империи. В 1899 г. здесь был изобретён аппарат Кенига, первый механический прибор газодымозащиты пожарных. В 1932 году попытка проведения в городе нацистского марша вылилась в перестрелку. В 1938 после принятия «Закона Большого Гамбурга» (нем. Groß-Hamburg-Gesetz, 1937) Альтона включена в состав Гамбурга.
За годы Второй мировой войны Альтона потеряла не только историческую застройку, но и своё еврейское народонаселение. Поскольку вольный город Гамбург притеснял евреев (в том числе путём налоговой дискриминации), с начала XVII века гамбургские евреи стали переезжать в Альтону. После 1941 года целые кварталы города обезлюдели, так как их обитатели были направлены в лагеря смерти. В качестве напоминания о цветущей некогда культуре в Альтоне остались еврейские кладбища XVII—XIX вв.
Многие кварталы Альтоны оставались полузаброшенными до 1970-х гг., когда федеральное правительство приняло программу ревитализации этого района.

## Административное деление

Четырнадцать районов Альтоны

Район подразделяется на 14 частей (нем. Stadtteile):
- Альтона-Альтштадт (нем. Altona-Altstadt);
- Альтона-Норд (нем. Altona-Nord);
- Баренфельд (нем. Bahrenfeld);
- Бланкенезе (нем. Blankenese);
- Гросс Флотбек (нем. Groß Flottbek);
- Зюльдорф (нем. Sülldorf);
- Изерброк (нем. Iserbrook);
- Луруп (нем. Lurup);
- Нинштедтен (нем. Nienstedten);
- Осдорф (нем. Osdorf);
- Отмаршен (нем. Othmarschen);
- Оттензен (нем. Ottensen);
- Риссен (нем. Rissen);
- Штерншанце (нем. Sternschanze).

## Знаменитые альтонцы
- Деннер, Бальтазар (1685—1749) — немецкий художник-портретист
- Джарвис, Джордж (1797—1828) — американский филэллин.
- Душ, Иоанн Яков (1725—1787) — немецкий писатель, поэт и переводчик.
- Зелль, Христиан (старший) (1831—1883) — немецкий живописец.
- Иогансен, Эрнст (1898—1977) — немецкий писатель.
- Струве, Василий Яковлевич (1793—1864) — российский астроном.
- Хайнц, Йоган Георг (1630—1700) — немецкий художник.
- Карл Генрих Карстен Рейнеке (1824—1910) — немецкий композитор и дирижёр.

Здесь жили писатели Карл Май, Генрих Гейне и Якоб Фридрих Феддерсен.

## Достопримечательности
- Альтонский музей
- Йенишпарк

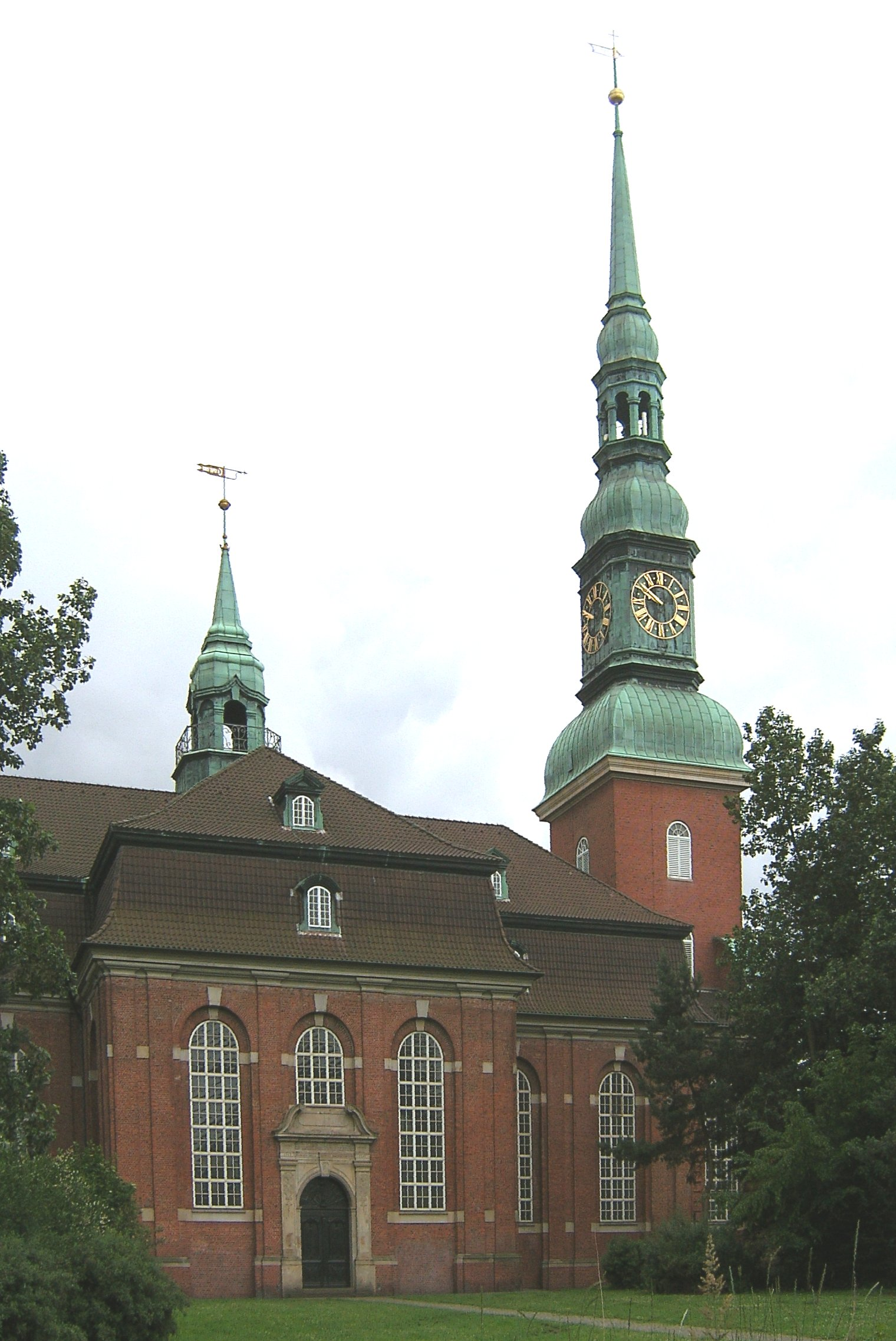
Церковь Троицы (1741—43)
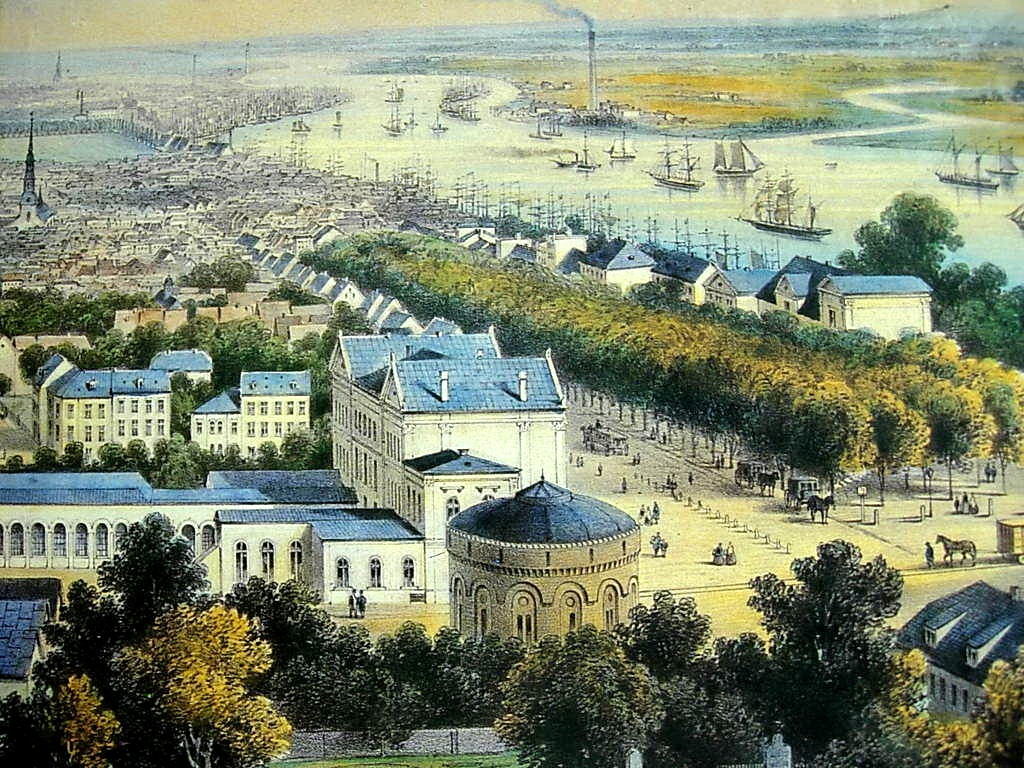
На картине 1850 года
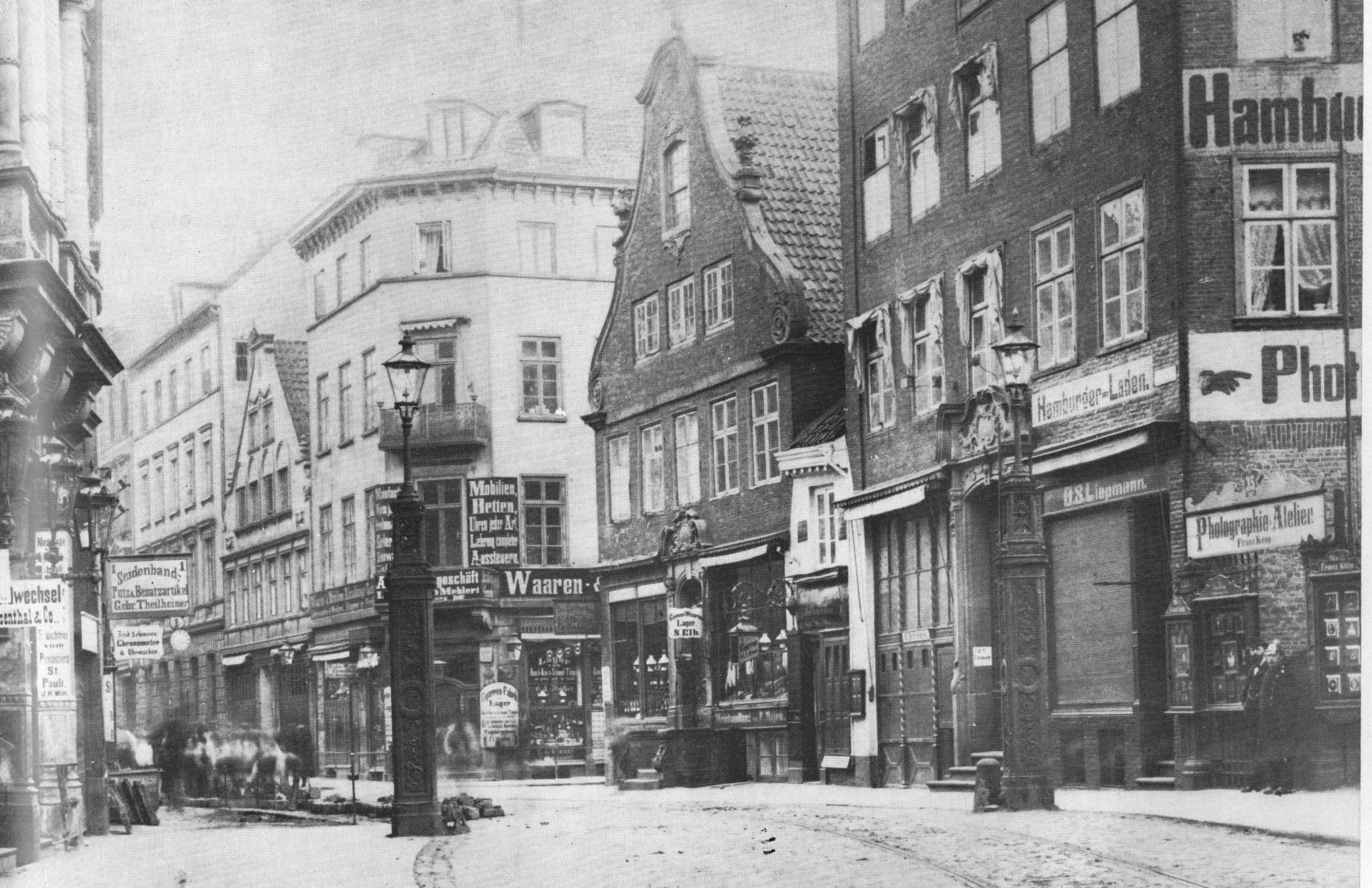
Застава между Гамбургом и Альтоной (1880)
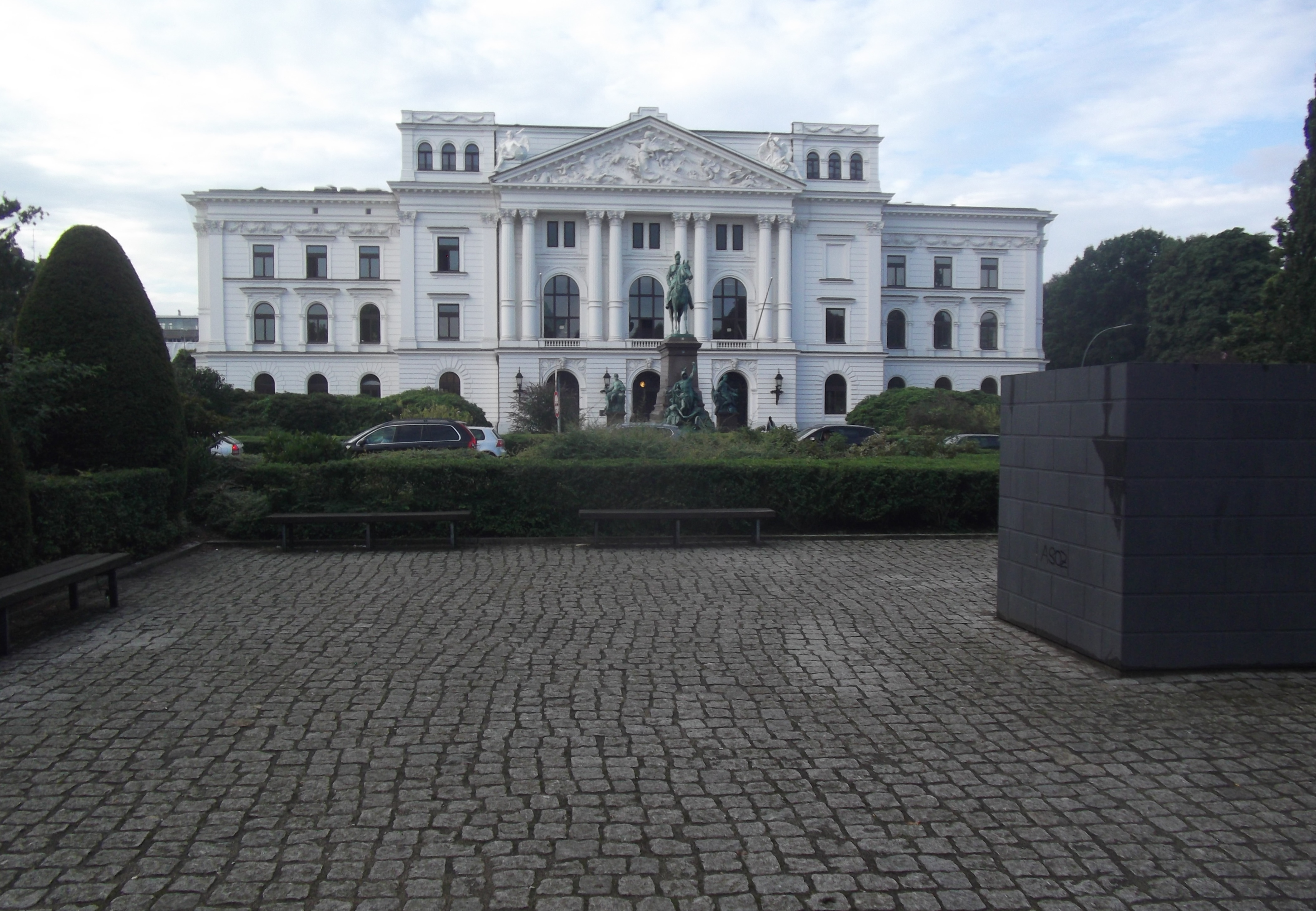
Площадь Республики
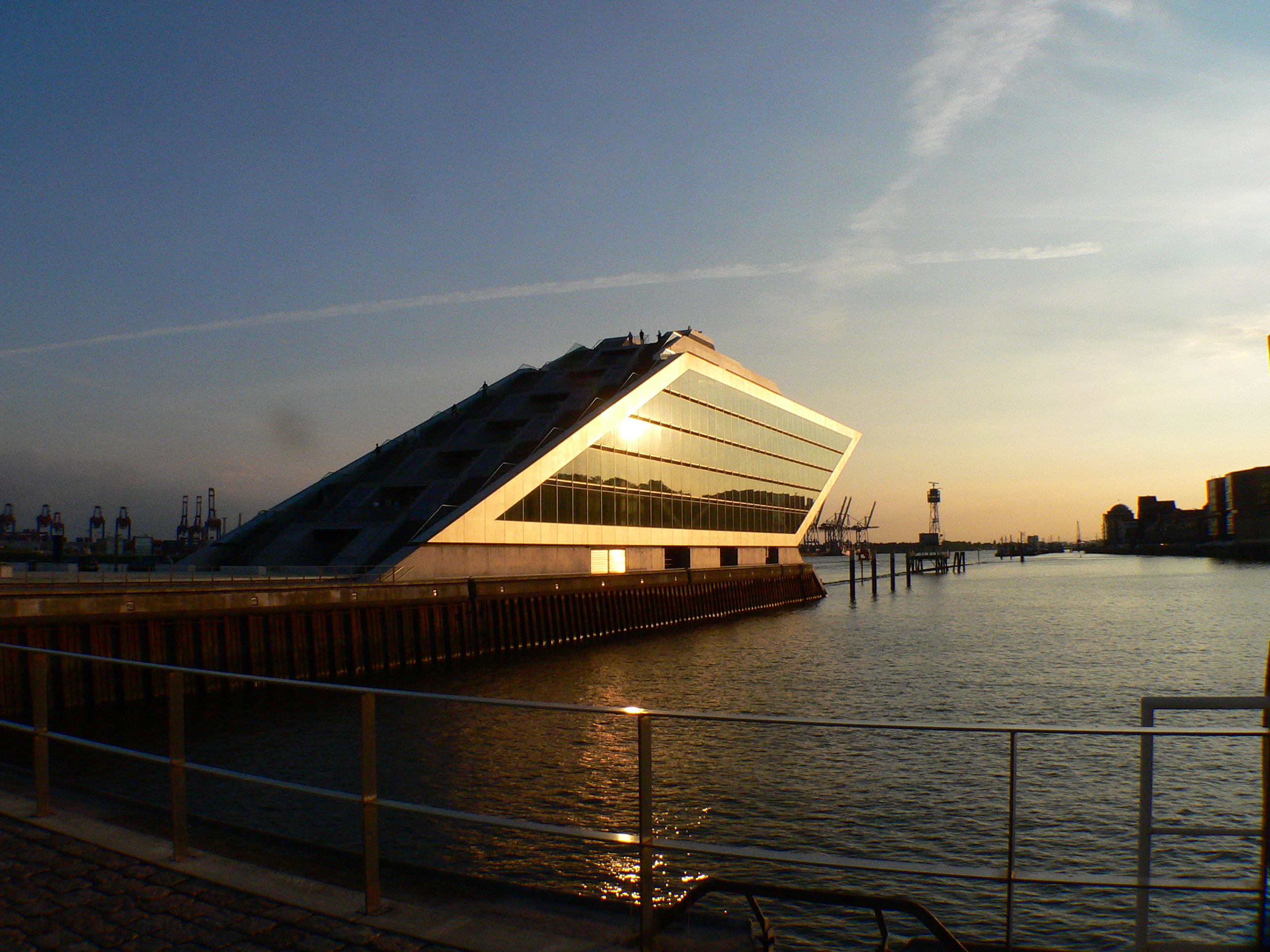
Офисное здание Dockland

## В астрономии
В Альтоне, где была расположена обсерватория, в 1821 году начал издаваться один из первых астрономических журналов — Astronomische Nachrichten. В честь города назван астероид (850) Альтона, открытый в 1916 году российским астрономом Сергеем Ивановичем Белявским.

## В искусстве
- «Затворники Альтоны» — пьеса Жана-Поля Сартра (1960), по которой Витторио Де Сика снял одноимённый фильм 1962 года с Софи Лорен в главной роли.